# 勲功章
勲功章（くんこうしょう）とは勲章または栄章の一種。
警察庁長官表彰の警察勲功章、海上保安庁長官表彰の海上保安勲功章が代表的である。地方公共団体としては涌谷市スポーツ勲功章が定められている。また、民間ではスポーツ団体が定める表彰制度に勲功章が定められていることが多い。